# Trip Through the Grand Canyon
A Trip Through the Grand Canyon egy zeneszám, melyet 1990-ben szerzett George Stone, aki akkor a Passport Designs fő MIDI producere volt. A dal széles körben ismertté vált, amikor Canyon.mid néven a MIDI formátum példájaként bekerült a Microsoft Windows operációs rendszerbe.
A file először a Windows 3.0-ban jelent meg, és a 3.1/NT 3.1-től a Windows 2000-ig az operációs rendszer minden változatában szerepel, kivéve a Windows Me)-t. Helye a Windows 9x operációs rendszerekben C:\windows\media\, a Windows 2000-ben és NT 4.0-ban C:\WINNT\Media, a Windows 3.x-ben C:\windows\, a Windows NT 3.x-ben C:\WINNT\. Példafájlként használatos volt több kiadványban és weboldalon is, például a Microsoft Knowledge Base-en. Emellett szerepel a Windows Entertainment Pack egyes játékaiban is, a Chip’s Challenge például egyes szinteken lejátssza, ha megtalálja a Windows mappában.

## Háttere
A dalt George Stone 1990-ben szerezte a Passport Designs számára alkalmazásokban való használatra, de a cég ekkor már a végét járta, és a Microsoftnak adta, a publicitás érdekében tett utolsó kísérleteként. A zenefájlban a Passport Designs neve szerepelt, de a szerzőé nem. A Microsoft a Canyon.MID nevet adta a fájlnak, és a Microsoft Windows 3.1-től egészen a Windows 2000-ig szerepeltette operációs rendszereiben. Stone, akit minderről nem értesítettek, csak akkor szerzett tudomást a dologról, amikor felhívták rá a figyelmét, mivel ő maga Mac-használó. Miután meggyőződött róla, hogy valóban az ő szerzeményéről van szó, Stone egy zenész barátja tanácsára jogi tanácsot kért a Los Angeles-i Rosenfeld, Meyer and Susman cégtől. Mivel azonban Stone korábban lemondott a mű kiadási jogairól a Passport Designs számára, hiába ő a szerzői jog tulajdonosa, nem jár neki jogdíj, sem az, hogy feltüntessék nevét a szerzeményen. Stone ezután levelet írt a Microsoftnak, elmagyarázta a helyzetet, és kérte, hogy legalább tüntessék fel a nevét szerzőként a Passport Designsé helyett, melyet eddigre felvásárolt a G-Vox. Stone nem tudta elérni, hogy találkozhasson a Microsoft képviselőivel az ügyben, és végül lemondott követeléséről.

## Külső hivatkozások
- A Canyon.mid a Music Curios oldalán[halott link]
- Digital arrangement
- A Canyon.mid a YouTube-on